# Dzsokhang
A Dzsokhang (tibeti: ཇོ་ཁང།, wylie: Jo-khang, kínai: 大昭寺, pinjin: Ta-csao Si), vagy Csokang kolostor, Dzsokang, Dzsokhang templom, Dzsokhang kolostor vagy Csuglagkang (tibeti: གཙུག་ལག་ཁང༌།, wylie: gtsug-lag-khang, vagy Cuklakang) Kína Tibeti Autonóm Területének fővárosában, Lhászában található, a Barkhor-téren. A legtöbb tibeti számára ez Tibet legszentebb és legfontosabb temploma. Bizonyos szempontból elő-szektariánusnak számít, jóllehet később a tibeti buddhista gelug szekta irányítása alá került. A templom különböző építészeti stílusokat ötvözi az indiai viháráktól kezdve a kínai Tang-dinasztia építészetén át a nepáli építészeti stílusig.
A Dzsokhangot Szongcen Gampo király idején alapították, aki a hagyományok szerint a két menyasszonya, a kínai Tang-dinasztiából származó Vencseng hercegnő és a nepáli Bhrikuti hercegnő részére építtette. Úgy tartják, hogy mindkét hercegnő fontos buddhista szobrokat és festményeket hozott magával Tibetbe hozományként. Sok nepáli művész vett részt a templom építésénél.
Tibet bon időszakában a templomot Csuglagkangnak (Vallástudomány háza vagy Bölcsesség háza) nevezték. A csuglag kifejezés jelentése „tudomány”. Ma leginkább Dzsokhangnak nevezik, amelynek jelentése „Buddha háza”.
A Potala palota mellett Lhásza legnépszerűbb turistalátványossága. Az UNESCO világörökségének része - "A Potala palota történelmi épületegyüttese" - és Lhásza egyik spirituális központja.

## Története

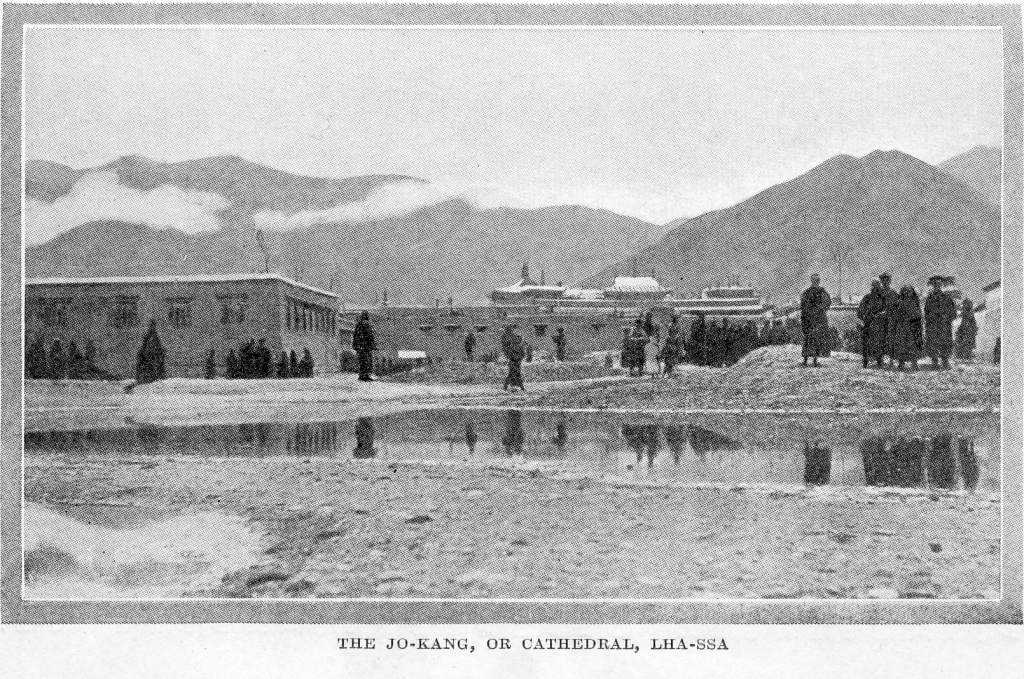
A Dzsokhang az 1840-es évek közepén

A Dzsokhang templomot Szongcen Gampo király építtette feltehetően 642-ben. Eredeti elnevezése Rasza Tulnang Cuklakang, azaz Rejtélyek háza, a raszai (Lhásza régi neve) mágikus megtestesülés. Az ország első buddhista templomának számító épületben helyezték el Bhrituti és Vencseng hercegnőket bőséges hozományaikkal együtt.
Az egyesült tibeti birodalom utolsó királya Langdarma (uralkodása: 838–841) bedeszkáztatta az épület ablakait. Az alkoholista, vadászatért rajongó Langdarma buddhistaüldözésbe kezdett, amely teljes káoszhoz vezetett a kormányzásban.
Később a 11. században a Dzsokhang kolostorban tanított Atísa buddhista tanítómester. Innentől kezdve a Dzsokhang évszázadokon át fontos buddhista központtá és zarándokhellyé vált. Több alkalommal kifosztották a mongolok, az épület azonban túlélte a támadásokat. Az épületegyüttest több alkalommal kibővítették, így mára az alapterülete elérte a 2,5 hektárt.
1966 júliusában a kulturális forradalom vörösgárdistái kifosztották és megszentségtelenítették a kolostort. Ennek során több ezer buddhista irományt raboltak és égettek el.

## Építészete
A Dzsokhang templom egy négyemeletes építmény, amelynek a tetejét aranyozott bronzcserepekkel fedték le. Az építészeti stílusa az indiai vihárákra emlékeztet, amelyhez később kerültek nepáli és Tang-dinasztia korabeli kínai építészeti elemek. A tető csúcsán lévő két aranyszarvast két dharmacsakra (dharma kerék) szegélyezi. A Dzsokhang belsejében a különböző isteneknek és bodhiszattváknak szentelt kápolnák sötét útvesztőnek hatnak, amelyeket fogadalmi gyertyák fénye világít meg, illetve tömjének erős füstje jár át. A templom néhány részét átépítették ugyan, azonban az eredeti fő elemek, például a fő és tetőgerendák, megmaradtak. A nevari ajtókeretek, oszlopok és oszlopfők a 7-8. századból valók.
A templom Lhásza régi városrészében található, a Barkhor-téren. Az egész komplexum mintegy 2,5 hektár területet foglal el. A zarándokok hagyományos körbejárással teszik tiszteletüket a templom előtt. A terület négy sarkán elhelyezett hatalmas kő tömjénfüstölők jelzik az ösvény útvonalát. A hagyomány tibeti elnevezése "kora". A kör megtétele után a zarándokok a templom főtermébe mennek, ahol a tibeti buddhizmus egyik legszentebb tárgya, a Dzsovo Sájamuni Buddha szobor található. Ugyanitt áll Csenreszig, Padmaszambhava, Szongcen Gampo és két feleségének szobra is. A kulturális forradalom során sok szobrot leromboltak, azonban ezeket később újból elkészítették - gyakran beleépítve az eredeti szobrok törött darabjait. A fő teremtől délre található kápolnában különböző bodhiszattvák és jab-jumok szobrai állnak.
A Dzsokhang előtti fallal körbezárt részen találhatók azok a fűzfa tuskók (dzsovo utra - „a dzsovo haja”), amelyeket a hagyomány szerint Vencsing hercegnő ültetett a templom építése idején. A templom északi és déli bejáratánál két vésett feliratot tartalmazó oszlop áll. A déli oldalon lévőt a kínaiak emelték 1793-ban egy himlőjárvány alkalmával, hogy tanácsokkal lássák el a lakosokat a járvány megállítása érdekében.  Az északi oldalon álló oszlop sokkal régebbi. Ezen szerepel a 822-es, Ralpacan tibeti király által kötött kínai-tibeti békeszerződés szövege.
A harmadik emeleten áll Palden Lhamo, Lhásza és a dalai lámák harcias védelmezőjének a szobra.

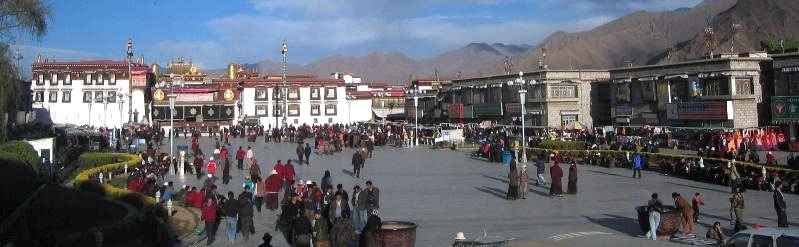
A Dzsokhang-tér, ahogyan a legtöbb mai turista fényképezi

## A Dzsokhang buddhista szobrainak gyűjteménye
A templomban őriznek egy hatalmas, mintegy nyolcszáz darabot számláló fémszobor-gyűjteményt, illetve több ezer thangka tekercset. Ezeket a látogatóktól elzárva tárolják, megtekintésük szinte lehetetlen. Az 1980 és 1996 közötti látogatásai során Ulrich von Schroeder svájci kutatónak sikerült ezek közül lefotóznia több mint ötszázat. Ezek között van több, fontos kasmíri, észak-indiai, nepáli, tibeti és kínai sárga- és vörösréz szobor. A gyűjtemény legjelentősebb tárgyai azonban a Jarlung-dinasztia (7-9. század) korából származnak.

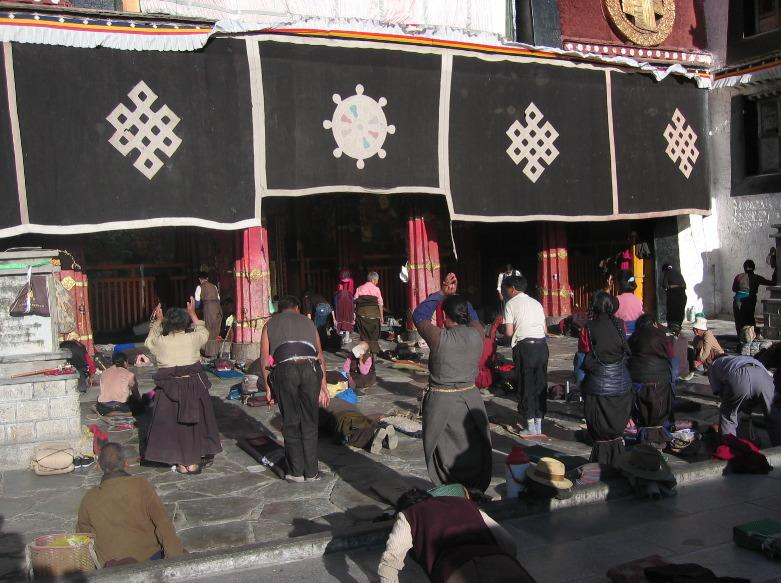
Hagyományos imák és leborulások a Dzsokhang előtt
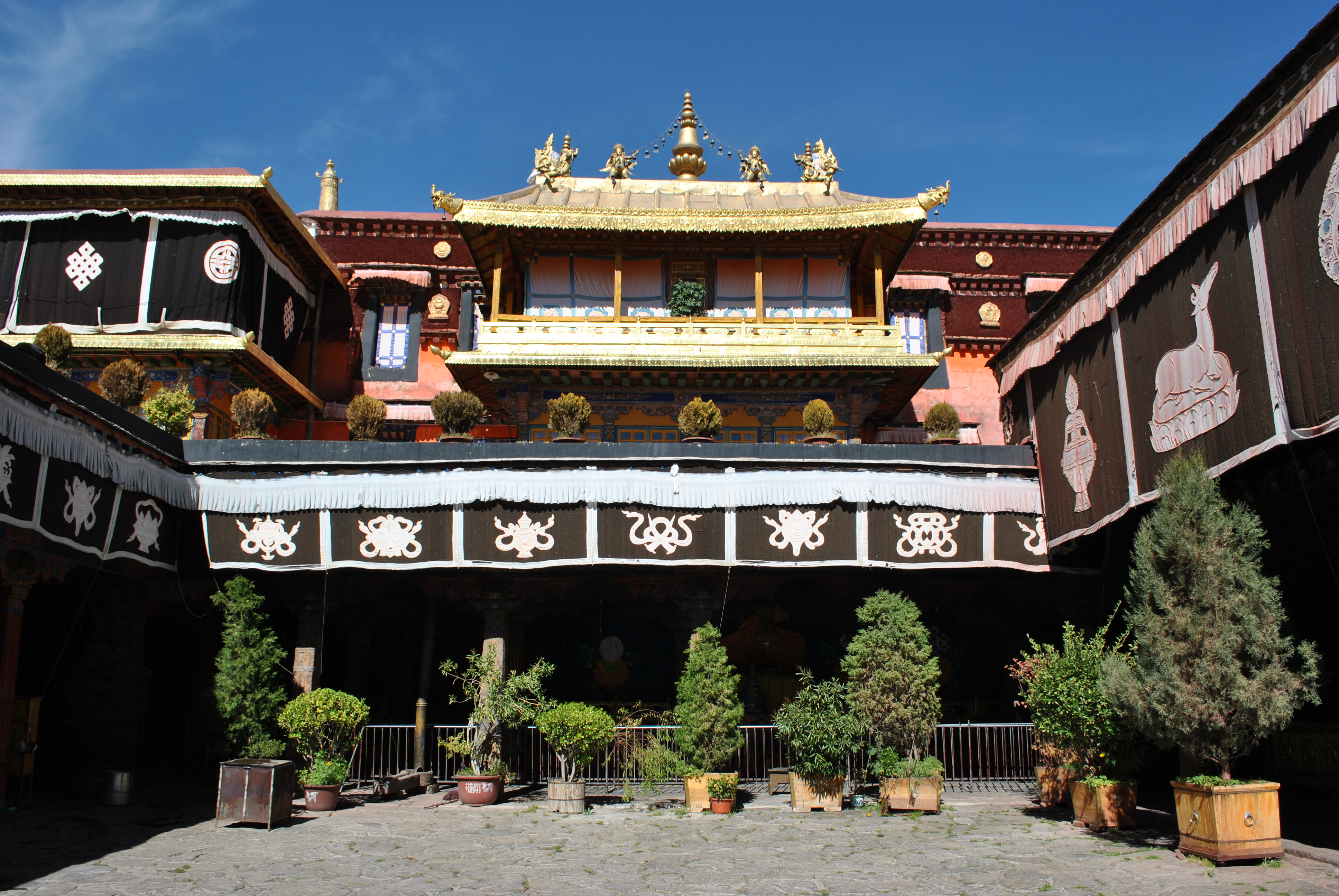
A Dzsokhang templom udvara, 2013
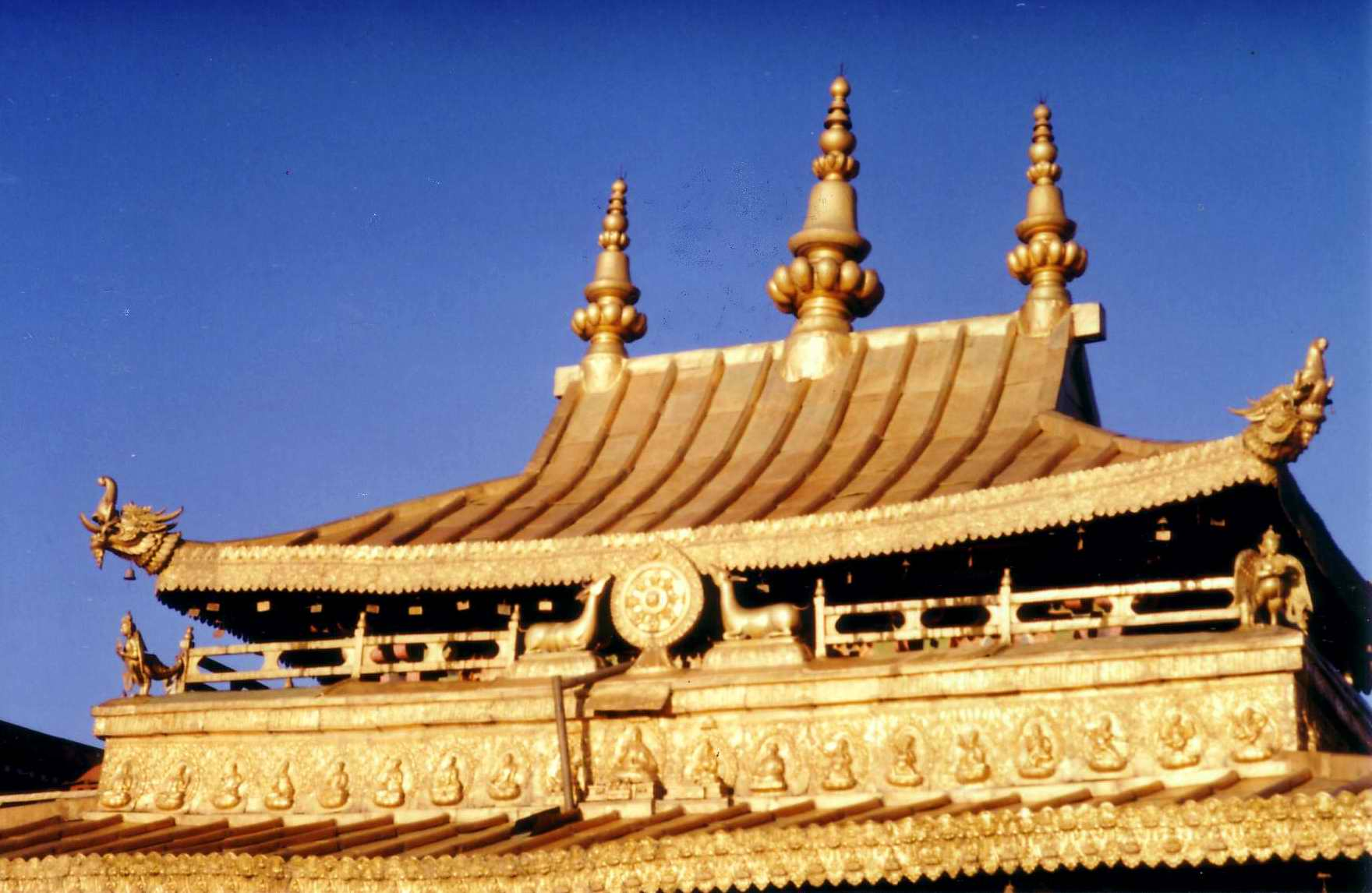
A Dzsokhang aranyozott teteje
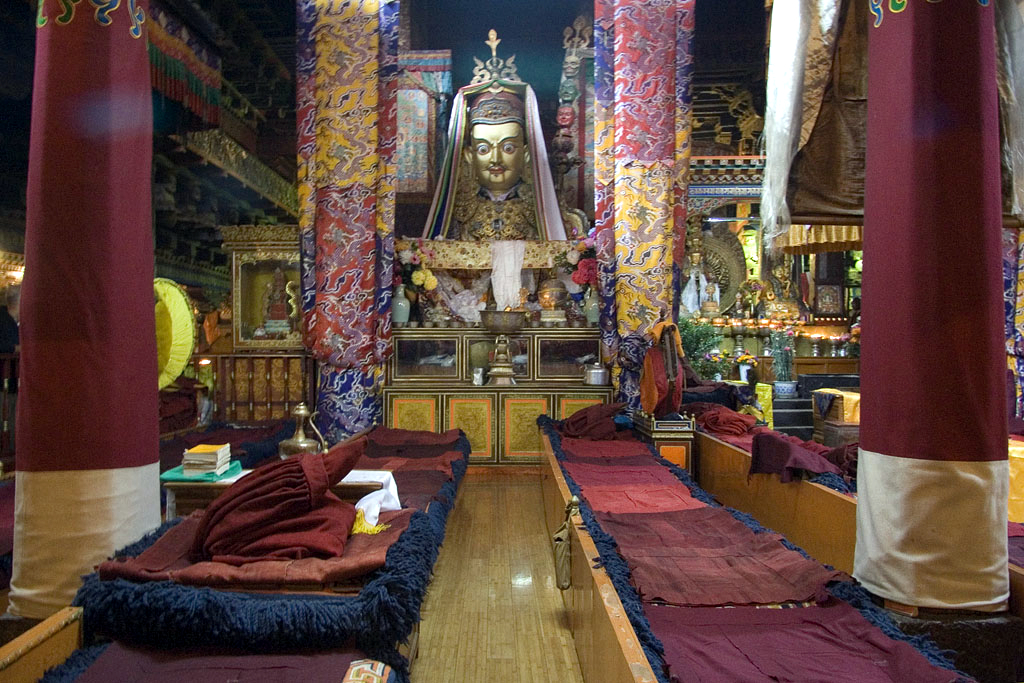
A Dzsokhang templom belseje
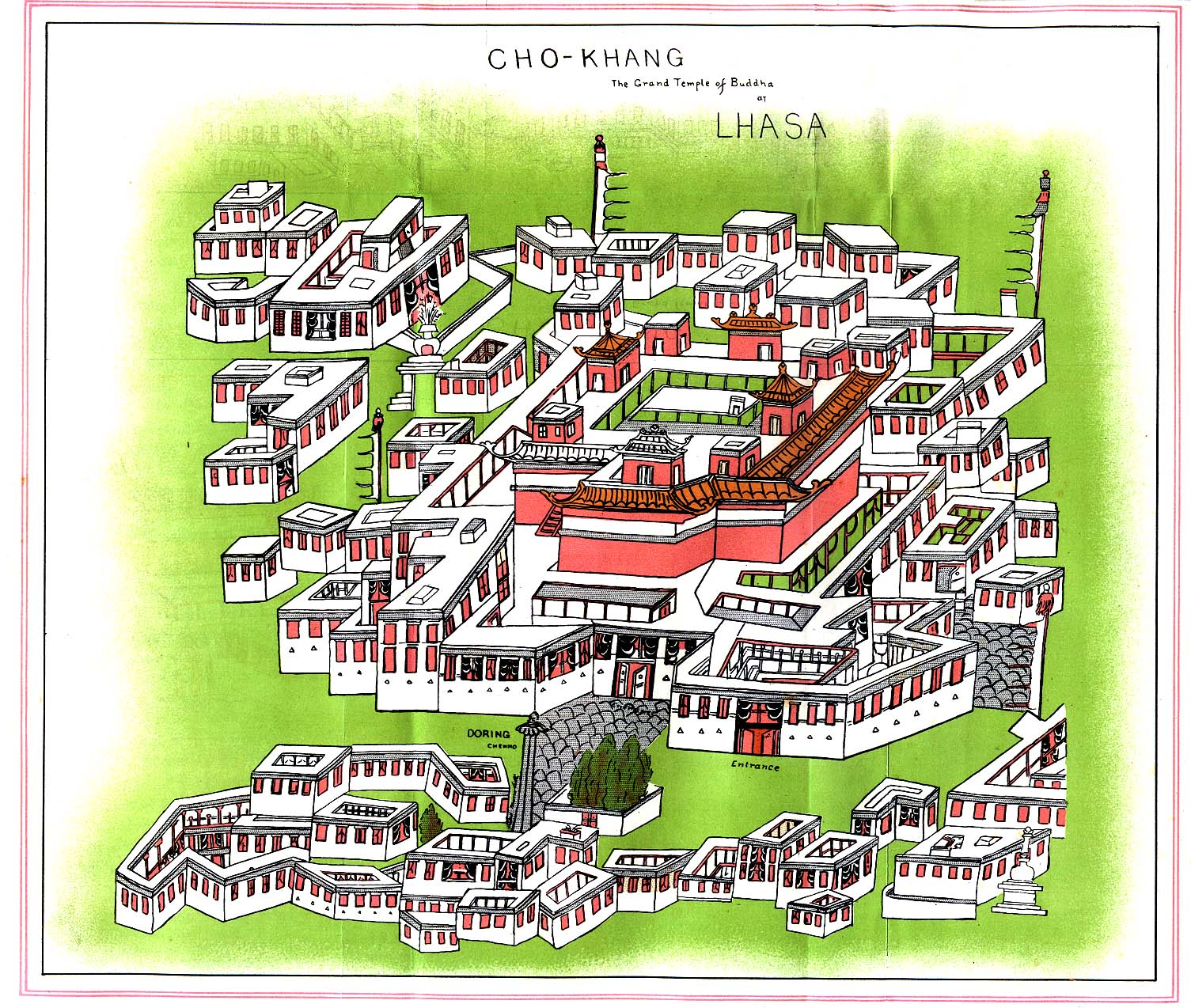
Az épületegyüttes alaprajza - Sarat Chandra Das, 1902.

## Bibliográfia
- Dorje, Gyurme; Tsering, Tashi ; Stoddard, Heather and Alexander, André (2010) Jokhang: Tibet's most sacred Buddhist Temple. London, Thames & Hudson. ISBN 978-5-00-097692-0
- Dowman, Keith. The Power-places of Central Tibet: The Pilgrim's Guide. 1998. Routledge & kegan Paul, London. ISBN 0-7102-1370-0
- Norbu, Thubten Jigme and Turnbull, Colin. Tibet: Its History Religion and People (1969). Chatto & Windus.  ISBN 0-7011-1354-5.  Reprint: (1987) Penguin Books, England.
- Mayhew B., Kohn, M., "Tibet". Lonely Planet (2005) 6 ed. ISBN 978-1-74059-523-0
- Vitali, Roberto. Early Temples of Central Tibet. (1990) Serindia Publications. London. ISBN 0-906026-25-3
- von Schroeder, Ulrich. (1981). Indo-Tibetan Bronzes. (608 pages, 1244 illustrations). Hong Kong: Visual Dharma Publications Ltd. ISBN 962-7049-01-8
- von Schroeder, Ulrich. (2001). Buddhist Sculptures in Tibet. Vol. One: India & Nepal; Vol. Two: Tibet & China. (Volume One: 655 pages with 766 illustrations; Volume Two: 675 pages with 987 illustrations). Hong Kong: Visual Dharma Publications, Ltd.). ISBN 962-7049-07-7
- von Schroeder, Ulrich. 2008. 108 Buddhist Statues in Tibet. (212 p., 112 colour illustrations) (DVD with 527 digital photographs). Chicago: Serindia Publications. ISBN 962-7049-08-5